# 街头表演

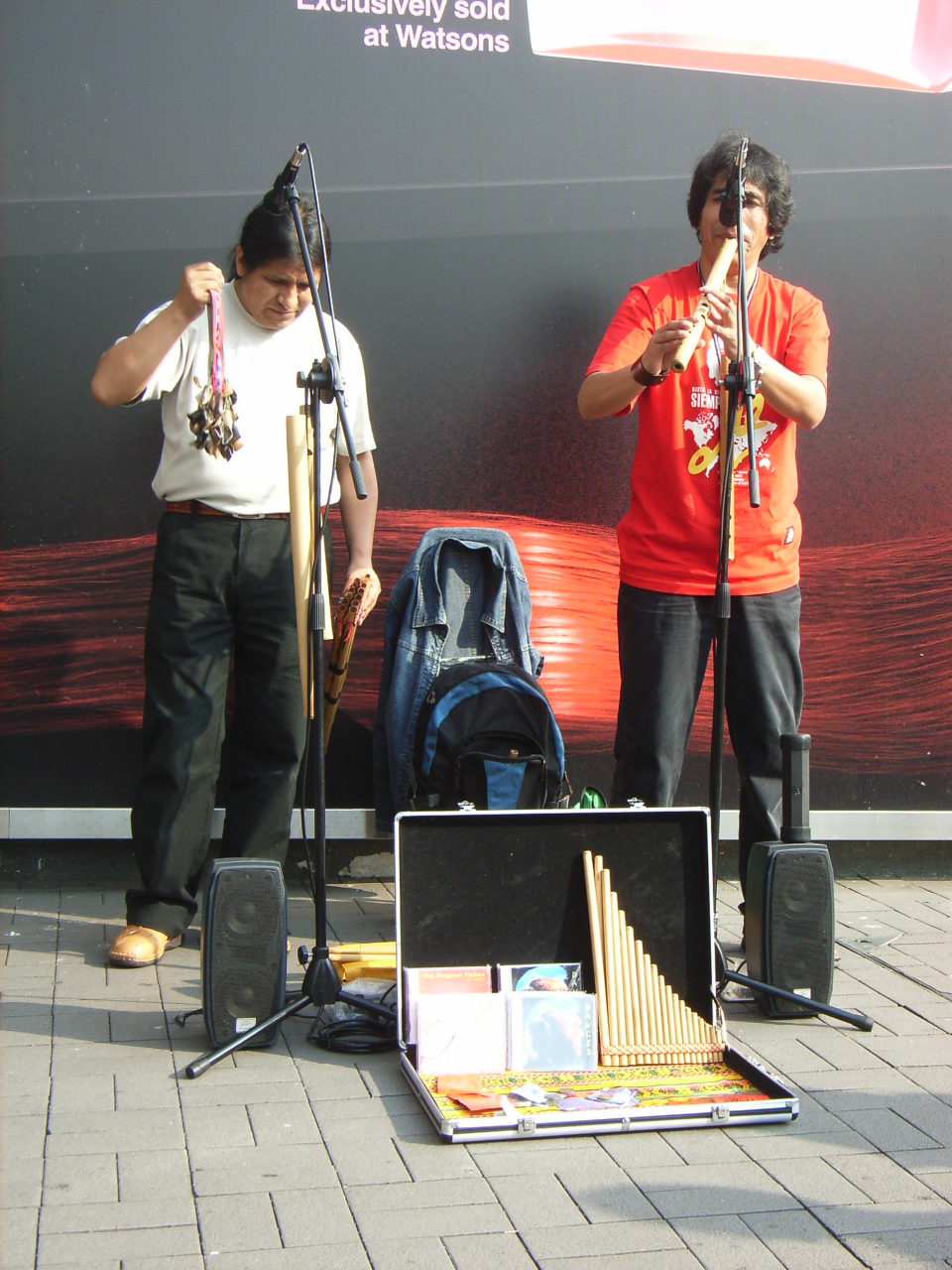
在香港遊客區常見的一對街頭藝術家

街頭表演藝術，也称街头艺术或街演（英語：Busking, street performance)，是一种在街头上的表演藝術，此類藝術表演可能是即兴，也可是表演者每天的謀生活動。街頭表演藝術的表演形式通常有唱歌，乐器演奏，默劇，作画、魔術、書法等。街頭表演藝術在全世界各地都有，尤其是在大城市、商場、車站出口、廣場及行人隧道，人流極多的交匯點。
通常在愛才者或欣賞者觀點，相信此類謀生表演者是「街頭藝術家」，或者尊稱為街头艺人，他們跟乞丐的行為明顯不同，前者的重點是展現自我才華的行为，後者目的是恳求捐赠。
在日本，街頭表演被稱為「大道藝」（大道芸）。大道藝包括了如南京玉簾等的曲藝，是日本傳統文化的一部分，最早起源於室町時代。

## 相關
- 街頭藝人
- 行為藝術
- 嘻哈
- 塗鴉